# スロバキア関係記事の一覧
スロバキア関係記事の一覧（スロバキアかんけいきじのいちらん）は、スロバキアの関連記事を50音順に並べたものである。

## 英数字・記号
- .sk（国別コードトップレベルドメイン）
- ESET（アンチウイルスソフト「NOD32アンチウイルス」開発販売）
- FCペトルジャルカ・アカデーミア

## あ行
- ヴァラシュコフツェ (軍区)
- ヴルコリニェツ
- エア・スロバキア
- おお牧場はみどり（原曲のスロバキア民謡"Horela lipka, horela"について）

## か行
- イヴァン・ガシュパロヴィッチ
- カムジークテレビ塔
- ガランタ
- カルパティア山脈
- アナスタシア・クズミナ
- クレムニツァ
- 軍区 (チェコ、スロバキア)
- 軍法会議（その他の国-スロバキアの軍事裁判所制度）
- ケジュマロク
- 国有会社 (チェコ、スロバキア)
- コシツェ
- コマールノ
- コメンスキー大学

## さ行
- ザーホリエ (軍区)
- サッカースロバキア代表
- シーグル・エアー
- ジリナ
- ズヴォレン
- スカイヨーロッパ航空
- スラブ人
- ミクラーシュ・ズリンダ
- スロヴェンスカー・ストレラ
- スロバキア
- スロバキア共産党
- スロバキア共和国国民議会
- スロバキア語
- スロバキア航空
- スロバキア国鉄
- スロバキア語の歴史
- スロバキア人
- スロバキアテレビ（公共テレビ放送）
- スロバキア内務省航空団
- スロバキアの国歌
- スロバキアの国旗
- スロバキアの首相
- スロバキアの大統領
- スロバキアの地方行政区画
- スロバキアの都市交通
- スロバキアバス交通（SAD）
- スロバキア放送（公共ラジオ放送）
- スロバキアワイン

## た行
- タトラ山脈
- ダニューブ・ウイングス
- チェコ
- チェコスロバキア
- チェコスロバキア国鉄
- 中央ヨーロッパ
- テレビ・マルキーザ
- 鉄道企業体 (スロバキア)
- 鉄道企業体カーゴ・スロバキア
- 鉄道企業体スロバキア
- 東欧革命
- ドゥディンツェ
- ドナウ川
- トルナヴァ
- トレンチーン
- トレンチーン電気鉄道

## な行
- ニトラ

## は行
- ハイフン戦争
- バルデヨフ
- ハンガリー王国
- バンスカー・シュチャヴニツァ
- バンスカー・ビストリツァ
- 汎スラヴ主義
- ダニエラ・ハンチュコバ
- ピエシュチャニ
- 東ヨーロッパ
- ビロード革命
- ビロード離婚
- ロベルト・フィツォ
- ブラチスラヴァ
- ブラチスラヴァ空港
- ブラチスラヴァ-セレジュ市街間馬車鉄道
- ブラチスラヴァ地域鉄道線会社
- ブラチスラヴァ中央駅
- ブラチスラヴァ＝ニヴィ駅
- ブラチスラヴァ＝ノヴェー・メスト駅
- ブラチスラヴァ＝ペトルジャルカ駅
- プレショフ
- プロフェシオナーリ（テレビドラマ）
- ペーター・サガン
- ペジノク
- イヴァン・ベラ（スロバキア初の宇宙飛行士）
- ポプラト

## ま行
- マルチン (スロバキア)
- メスト・ティエニョフ（テレビドラマ）
- ヴラジミール・メチアル
- モショヴツェ
- モラヴィア王国

## や行
- ユライ・ヤーノシーク（スロバキアの伝説的義賊）
- ヤヴォリナ (軍区)

## ら行
- イヴェタ・ラジチョヴァー
- リプトフスキー・ミクラーシュ
- ルジョムベロク
- レヴォチャ
- レシュチ (軍区)